# المجاعة الكبرى 1876–1878

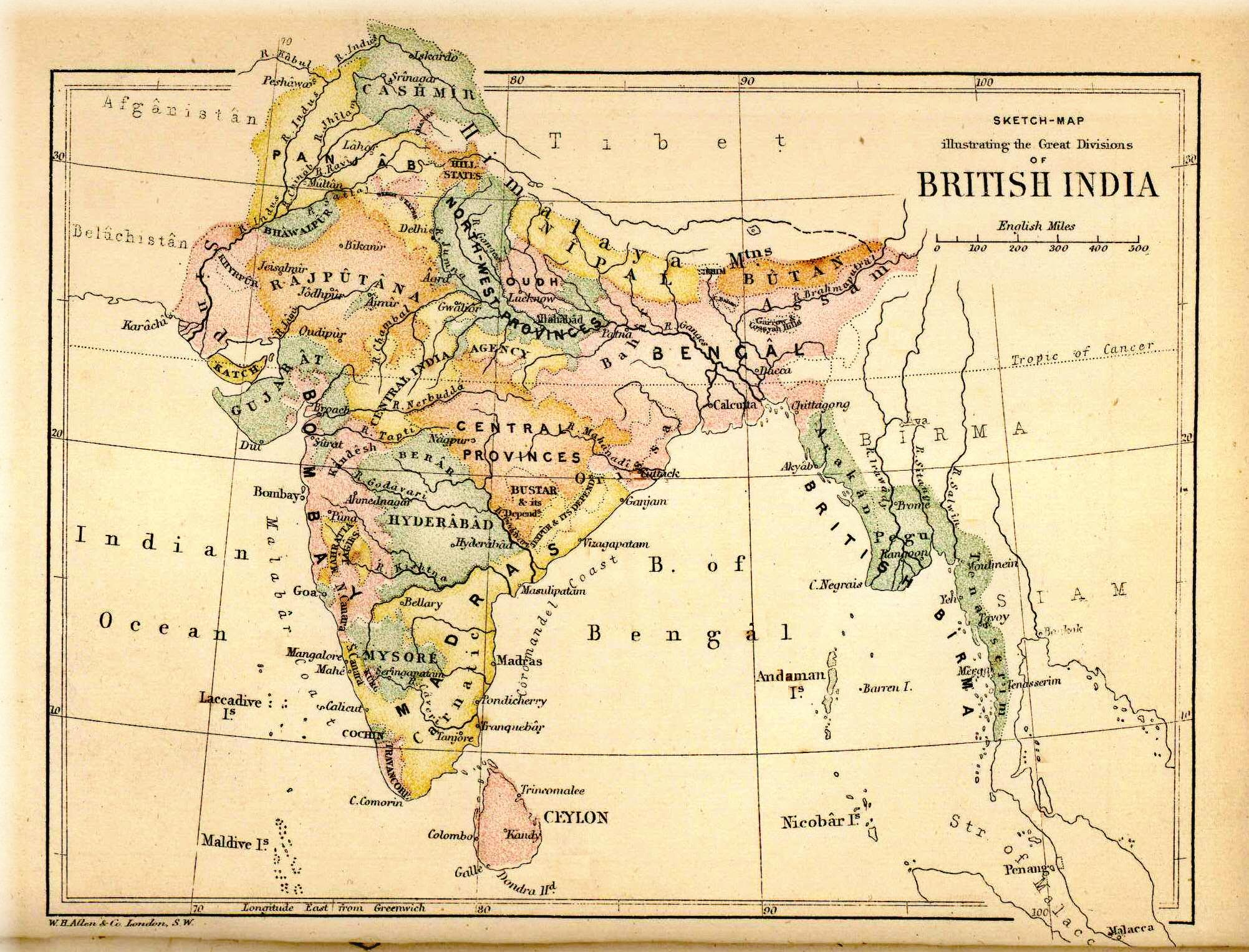

المجاعة الكبرى بين عامي 1876 و1878 هي مجاعة أصابت الهند في فترة حكم الراج البريطاني. بدأت في عام 1876 بعد جفاف شديد أدى إلى فشل المحاصيل في هضبة ديكان. أثرت على جنوب وجنوب غرب الهند –أي رئاسات مدراس وبومباي التي تديرها بريطانيا، وبالتحديد ولايات ميسور وحيدر آباد- على مدى سنتين. أثرت المجاعة في عام 1877 على المناطق الواقعة شمالًا، بما في ذلك أجزاء من المقاطعات الوسطى والشمالية الغربية، ومنطقة صغيرة في البنجاب. أثرت المجاعة بشكل كبير على مساحة 670 ألف كيلومتر مربع (257 ألف ميل) وسببت محنةً لمجموع سكان بلغ 58,500,000. قُدّر معدل الوفيات الزائدة في المجاعة ضمن نطاق حده الأدنى 5.6 مليون حالة وفاة، وحدّه الأعلى 9.6 مليون حالة وفاة، وبلغ التقدير الديموغرافي الحديث الدقيق نحو 8.2 مليون حالة وفاة. تُعرف المجاعة أيضًا باسم مجاعة جنوب الهند 1876-1878 ومجاعة مدراس في عام 1877.

## الأحداث السابقة
جزئيًا، قد يكون سبب المجاعة الكبرى هو جفاف شديد أدى إلى فشل المحاصيل في هضبة ديكان. كان ذلك الجفاف جزءًا من عيّنة أكبر من جفاف وفشل للمحاصيل على امتداد الهند والصين وأمريكا الجنوبية وأجزاء من أفريقيا، وناتج عن تداخل بين ظاهرة إل نينو المناخية وظاهرة ثنائية قطب المحيط الهندي (أو النينو الهندي)، مما أدى إلى حالات وفاة بين 19 و50 مليون شخص.
استمر تصدير الحكومة الاستعمارية المنتظم للحبوب؛ وخلال المجاعة أشرف نائب الملك اللورد روبرت بولوير-ليتون على التصدير إلى إنجلترا برقم قياسي بلغ 6.4 مليون قنطار (320 ألف طن) من القمح، مما جعل المنطقة أكثر عرضة للخطر. لعبت زراعة المحاصيل النقدية البديلة، بالإضافة إلى تسليع الحبوب، دورًا هامًا في الأحداث.
حدثت المجاعة في وقت كانت تحاول فيه الحكومة الاستعمارية تخفيض النفقات على الرفاهية. جرى العمل في وقت سابق على تجنب معدل وفيات شديد خلال مجاعة بيهار في الفترة بين عامي 1873-1874 من خلال استيراد الأرز من بورما. انتُقدت حكومة بنغال ونائب الحاكم السير ريتشارد تيمبل على الإنفاق المفرط على الإغاثة الخيرية. أصر تيمبل، مفوّض الحكومة الهندية للمجاعة في حينها، الذي كان حساسًا تجاه أي اتهامات بالإسراف، ليس فقط على سياسة عدم التدخل بالنسبة لتجارة الحبوب، بل أيضًا على اتباع معايير أكثر صرامة فيما يتعلق بشروط المساعدات وبحصص مساعدات أقل. قُدّم نوعان من المساعدات: «أعمال إغاثة» للرجال والنساء والأطفال العاملين، وإغاثة مجانية (أو خيرية) للأطفال الصغار، وكبار السن والفقراء.

## المجاعة والإغاثة
أدى الإصرار على شروط أكثر صرامة لاستحقاق المساعدات إلى إضرابات من قبل «عمال الإغاثة» في رئاسة بومباي. خفّض تمبل أجر يوم العمل الشاق في معسكرات الإغاثة في مدراس وبومباي في يناير، 1877 – كان يتضمن «أجر تمبل» 450 غرام من الحبوب (1 رطل) إضافةً إلى آنة هندية واحدة لكل رجل، ومبلغ أقل منه لامرأة أو طفل عامل، عن «يوم طويل من العمل الشاق بدون فيء أو راحة». كان السبب المنطقي وراء تخفيض الأجر، الذي كان يتماشى مع الاعتقاد السائد في ذلك الوقت، هو أن أي دفع زائد قد يؤدي إلى «اعتمادية» (أو «فساد أخلاقي» في الاستخدام المعاصر) بين السكان المتضررين من المجاعة.
عارض بعض المسؤولين اقتراحات تيمبل، ومن ضمنهم ويليام ديغبي والطبيب دبليو. آر. كورنيش، مفوض الصحة لرئاسة مدراس. ناقش كورنيش من أجل أجر لا يقل عن 680 غرام (1.5 رطل) من الحبوب بالإضافة إلى مكملات من الخضراوات والبروتين، لا سيما إن كان الأفراد يقومون بعمل شاق في أعمال الإغاثة. من ناحية ثانية، دعم ليتون تيمبل، الذي قال إنه «يجب أن يخضع كل شيءٍ للاعتبارات المالية المتعلقة بصرف أقل مبلغ من المال».
في شهر مارس 1877، زادت حكومة المقاطعة في مدراس الحصة لتصل إلى نصف اقتراحات كورنيش، أي 570 غرام (1.25 رطل) من الحبوب و43 غرام (1.5 أونصة) من البروتين على شكل دال(طبق من البقليات). في غضون ذلك الوقت، استسلم عدد كبير من الناس للمجاعة. في أجزاء أخرى من الهند، مثل المقاطعات المتحدة، حيث كانت الإغاثة ضئيلة، كان معدل الوفيات مرتفعًا. في النصف الثاني من عام 1878، قتل وباء الملاريا عددًا أكبر ممن كانوا ضعيفين مسبقًا نتيجة سوء التغذية.
بحلول عام 1877، أعلن تمبل أنه «سيطر على المجاعة». أشار ديغبي إلى أنه «نادرًا ما نستطيع القول إنه بإمكاننا السيطرة على مجاعة بصورة كافية لترك ربع القتلى».
أنفقت الحكومة في الهند بالمجمل 8 1/30 مليون روبية في إغاثة 700 مليون وحدة (وحدة= إغاثة شخص واحد ليوم واحد) في الهند البريطانية، إضافة إلى إنفاق 7.2 مليون روبية أخرى في إغاثة 72 مليون وحدة في ولايات ميسور وحيدر آباد. الإيرادات (ضرائب) المدفوعة على مبلغ 6 ملايين روبية إما لم تُفرض أو أُجّلت حتى السنة التالية، وبلغ مجموع التبرعات الخيرية من بريطانيا العظمى ومستعمراتها نحو 8.4 مليون روبية. مع ذلك، كانت هذه التكلفة صغيرة جدًا بالنسبة للفرد الواحد؛ على سبيل المثال، كانت النفقات التي تكبدتها رئاسة بومباي أقل من خُمس النفقات المتكبدة في مجاعة بيهار بين عامي 1873-1874، وبالتالي أثرت على منطقة أصغر ولم تدم طويلًا.